# アンダンテと変奏曲ヘ短調
アンダンテと変奏曲ヘ短調 Hob.XVII-6 はフランツ・ヨーゼフ・ハイドンが1793年に作曲した単一楽章のピアノ曲である。

## 題名
この曲の題名について、自筆原稿には「ソナタ」と書かれており:212、本来はソナタの第1楽章として作曲されたと推測されている。一方ウィーンの筆者譜には「小さなディヴェルティメント」(Un piccolo divertimento)とされており、デ・プロイヤー夫人(Signora De Ployer)への献辞があった:212。1799年にアルタリアから出版された初版にはヨゼフィーネ・フォン・ブラウン男爵夫人への献辞が印刷された:212-213。

## 作曲の経緯に関する推測
ヘ短調の主題が悲痛な響きを持つことから、この曲の作曲には、さまざまな憶測が行われている。もっとも有名な説は1793年に没したマリアンネ・フォン・ゲンツィンガー夫人の死を契機として書かれたというものである。
別な推測に、筆者譜にあるデ・プロイヤー夫人がモーツァルトの弟子のバルバラ・フォン・プロイヤー (Barbara Ployer) であると考えられることから:212、1791年のモーツァルトの死を悼んで作曲されたというものがある。しかしながらヴァルター・ゼンによると、ここでいうデ・プロイヤー夫人とはバルバラではなく、ウィーンの宮廷代理人ゴットフリート・イグナーツ・フォン・プロイヤーの夫人だったアントニア・フォン・プロイヤーを指す:313。

## 曲の構成
ヘ短調（29小節）とヘ長調（20小節）の2つの主題からなる二重変奏曲。
ただし、ヘ短調・ヘ長調を独立した主題と見ず、49小節の主題部とみることもある。
2つの主題がロンド形式のように交互に変奏をくり返し、3度の変奏を終えた後にコーダに突入する。